# Lista de episódios de Naruto (9.ª temporada)
Esta é uma lista de episódios da nona e última temporada de Naruto. Foi exibida entre 2006 e 2007, compreende do episódio 203 ao 220.
| #             | Título | Estreia                 |
| ------------- | --- | ----------------------- |
| 203           | "A Decisão de Kurenai: Equipe 8 Dispensada" "紅の決断 とり残された第8班 (Kurenai no Ketsudan, Torinokosareta Daihappan)"                             | 5 de Outubro de 2006    |
| (Filler)      | |                         |
| 204           | "O Poder Selado de Yakumo" "狙われた八雲 封印された能力 (Nerawareta Yakumo, Fūinsareta Nōryoku)"                                                     | 5 de Outubro de 2006    |
| (Filler)      | |                         |
| 205           | "Missão Super-Secreta de Kurenai: A Promessa com o Terceiro..." "紅の極秘任務〜三代目との約束〜 (Kurenai no Gokuhi Ninmu ~Sandaime to no Yakusoku~)" | 5 de Outubro de 2006    |
| (Filler)      | |                         |
| 206           | "Genjutsu ou Realidade?" "幻術か現実か 五感を制するもの (Genjutsu ka Genjitsu ka, Gokan o Seisuru Mono)"                                             | 19 de Outubro de 2006   |
| (Filler)      | |                         |
| 207           | "A Habilidade Supostamente Selada" "封じられたはずの能力 (Fūjiraretahazu no Nōryoku)"                                                                | 26 de Outubro de 2006   |
| (Filler)      | |                         |
| 208           | "O Peso do Artefato Premiado!" "名器 花鳥風月の重さ (Meiki, Kachōfūgetsu no Omosa)"                                                                  | 2 de Novembro de 2006   |
| (Filler)      | |                         |
| 209           | "O Inimigo: O Ninja Renegado" "敵は「不忍」 (Teki wa "Shinobazu")"                                                                                   | 9 de Novembro de 2006   |
| (Filler)      | |                         |
| 210           | "A Desconcertante Floresta" "迷いの森 (Mayoi no Mori)"                                                                                               | 16 de Novembro de 2006  |
| (Filler)      | |                         |
| 211           | "Recordações das Chamas" "炎の記憶 (Honō no Kioku)"                                                                                                  | 30 de Novembro de 2006  |
| (Filler)      | |                         |
| 212           | "Para Cada um Seu Próprio Caminho" "それぞれの道 (Sorezore no Michi)"                                                                                | 7 de Dezembro de 2006   |
| (Filler)      | |                         |
| 213           | "Memórias Desaparecidas" "失われた記憶 (Ushinawareta Kioku)"                                                                                         | 14 de Dezembro de 2006  |
| (Filler)      | |                         |
| 214           | "Voltando à Realidade." "取り戻した現実 (Torimodoshita Genjitsu)"                                                                                    | 21 de Dezembro de 2006  |
| (Filler)      | |                         |
| 215           | "Um Passado a Ser Apagado" "消し去りたい過去 (Keshi Saritai Kako)"                                                                                   | 21 de Dezembro de 2006  |
| (Filler)      | |                         |
| 216           | "O Alvo é o Shukaku" "消えた匠 狙われた守鶴 (Kieta Takumi - Nerawareta Shukaku)"                                                                     | 11 de Janeiro de 2007   |
| (Filler)      | |                         |
| 217           | "A Aliança da Areia com os shinobi da folha" "砂の同盟国 木ノ葉の忍 (Suna no Dōmeikoku - Konoha no Shinobi)"                                         | 18 de Janeiro de 2007   |
| (Filler)      | |                         |
| 218           | "Areia Selada: O Contra-Ataque!" "封じられた砂 水虎の反撃 (Fūjiwareta Suna, Suiko no Hangeki)"                                                       | 25 de Janeiro de 2007   |
| (Filler)      | |                         |
| 219           | "A derradeira Arma Renasce" "よみがえった究極兵器 (Yomigaetta Kyūkyoku Heiki)"                                                                       | 1º de Fevereiro de 2007 |
| (Filler)      | |                         |
| 220           | "A Partida" "旅立ち (Tabidachi)" | 8 de Fevereiro de 2007  |
| (Semi-Filler) | |                         |